# Grand Prix de Lillers-Souvenir Bruno Comini 2016
La 51e édition du Grand Prix de Lillers-Souvenir Bruno Comini a eu lieu le 6 mars 2016. La course fait partie du calendrier UCI Europe Tour 2016 en catégorie 1.2.
L'épreuve a été remportée lors d'un sprint à cinq coureurs par le Belge Stijn Steels (Topsport Vlaanderen-Baloise) qui s'impose respectivement devant le Français Christopher Piry (VC Rouen 76) et son compatriote et coéquipier Tim Declercq.
Le Français Dylan Kowalski (VC Rouen 76) s'adjuge le classement des monts et celui du combiné tandis que le Norvégien Håvard Blikra (Coop-Øster Hus) gagne celui des sprints. Un autre Belge Maxime Vantomme (Roubaix Métropole européenne de Lille) finit meilleur coureur d'équipe du Nord-Pas-de-Calais-Picardie et la formation belge Topsport Vlaanderen-Baloise remporte le classement par équipes.

## Présentation

### Équipes
Classé en catégorie 1.2 de l'UCI Europe Tour, le Grand Prix de Lillers-Souvenir Bruno Comini est par conséquent ouvert aux équipes continentales professionnelles françaises, aux équipes continentales professionnelles étrangères dans la limite de deux, aux équipes continentales, aux équipes nationales et aux équipes régionales et de clubss.
Vingt équipes participent à ce Grand Prix de Lillers-Souvenir Bruno Comini - une équipe continentale professionnelle, treize équipes continentales, une équipe nationale et cinq équipes régionales et de clubs :
| Équipe continentale professionnelle | Équipe continentale professionnelle | Équipe continentale professionnelle |
| Nom de l'équipe                     | Pays                                | Code                                |
| ----------------------------------- | ----------------------------------- | ----------------------------------- |
| Topsport Vlaanderen-Baloise         | Belgique                            | TSV                                 |

| Équipes continentales                 | Équipes continentales | Équipes continentales |
| Nom de l'équipe                       | Pays                  | Code                  |
| ------------------------------------- | --------------------- | --------------------- |
| Color Code-Arden'Beef                 | Belgique              | CCA                   |
| Coop-Øster Hus                        | Norvège               | COH                   |
| Euskadi Basque Country-Murias         | Espagne               | EUS                   |
| Joker                                 | Norvège               | TJO                   |
| Kuota-Lotto                           | Allemagne             | TKG                   |
| Leopard                               | Luxembourg            | LPC                   |
| Ringeriks-Kraft                       | Norvège               | KRA                   |
| Roubaix Métropole européenne de Lille | France                | RML                   |
| Soigneur-Copenhagen                   | Danemark              | TSO                   |
| Sparebanken Sør                       | Norvège               | TSS                   |
| T.Palm-Pôle Continental Wallon        | Belgique              | PCW                   |
| Veranclassic-Ago                      | Belgique              | VER                   |
| Wiggins                               | Royaume-Uni           | WGN                   |

| Équipe nationale             | Équipe nationale | Équipe nationale |
| Nom de l'équipe              | Pays             | Code             |
| ---------------------------- | ---------------- | ---------------- |
| Équipe nationale d'Allemagne | Allemagne        | GER              |

| Équipes régionales et de clubs | Équipes régionales et de clubs | Équipes régionales et de clubs |
| Nom de l'équipe                | Pays                           | Code                           |
| ------------------------------ | ------------------------------ | ------------------------------ |
| CC Nogent-sur-Oise             | France                         | -                              |
| EC Raismes Petite-Forêt        | France                         | -                              |
| ESEG Douai-Origine Cycles      | France                         | -                              |
| Lotto-Soudal U23               | Belgique                       | -                              |
| VC Rouen 76                    | France                         | -                              |

## Classements

### Classement final
| Classement final | Classement final | Classement final | Classement final                      | Classement final   |
|                  | Coureur          | Pays             | Équipe                                | Temps              |
| ---------------- | ---------------- | ---------------- | ------------------------------------- | ------------------ |
| 1er              | Stijn Steels     | Belgique         | Topsport Vlaanderen-Baloise           | en 4 h 22 min 48 s |
| 2e               | Christopher Piry | France           | VC Rouen 76                           | + 0 s              |
| 3e               | Tim Declercq     | Belgique         | Topsport Vlaanderen-Baloise           | + 0 s              |
| 4e               | Reidar Borgersen | Norvège          | Joker                                 | + 0 s              |
| 5e               | Maxime Vantomme  | Belgique         | Roubaix Métropole européenne de Lille | + 0 s              |
| 6e               | Scott Davies     | Royaume-Uni      | Wiggins                               | + 6 s              |
| 7e               | Håvard Blikra    | Norvège          | Coop-Øster Hus                        | + 38 s             |
| 8e               | Jérémy Lecroq    | France           | CC Nogent-sur-Oise                    | + 38 s             |
| 9e               | Kevin Deltombe   | Belgique         | Lotto-Soudal U23                      | + 38 s             |
| 10e              | Risto Raid       | Estonie          | VC Rouen 76                           | + 38 s             |
| modifier         |                  |                  |                                       |                    |

### Classements annexes
| Classement des monts | Classement des monts | Classement des monts | Classement des monts        | Classement des monts |
| -------------------- | -------------------- | -------------------- | --------------------------- | -------------------- |
|                      | Coureur              | Pays                 | Équipe                      | Point(s)             |
| 1er                  | Dylan Kowalski       | France               | VC Rouen 76                 | 35 points            |
| 2e                   | Otto Vergaerde       | Belgique             | Topsport Vlaanderen-Baloise | 17 pts               |
| 3e                   | Scott Davies         | Royaume-Uni          | Wiggins                     | 11 pts               |
| modifier             |                      |                      |                             |                      |

| Classement des sprints | Classement des sprints | Classement des sprints | Classement des sprints | Classement des sprints |
| ---------------------- | ---------------------- | ---------------------- | ---------------------- | ---------------------- |
|                        | Coureur                | Pays                   | Équipe                 | Point(s)               |
| 1er                    | Håvard Blikra          | Norvège                | Coop-Øster Hus         | 12 points              |
| 2e                     | Dylan Kowalski         | France                 | VC Rouen 76            | 6 pts                  |
| 3e                     | Scott Davies           | Royaume-Uni            | Wiggins                | 3 pts                  |
| modifier               |                        |                        |                        |                        |

| Classement du combiné | Classement du combiné | Classement du combiné | Classement du combiné       | Classement du combiné |
| --------------------- | --------------------- | --------------------- | --------------------------- | --------------------- |
|                       | Coureur               | Pays                  | Équipe                      | Point(s)              |
| 1er                   | Dylan Kowalski        | France                | VC Rouen 76                 | 41 points             |
| 2e                    | Otto Vergaerde        | Belgique              | Topsport Vlaanderen-Baloise | 20 pts                |
| 3e                    | Håvard Blikra         | Norvège               | Coop-Øster Hus              | 14 pts                |
| modifier              |                       |                       |                             |                       |

| Classement du meilleur coureur d'équipe du Nord-Pas-de-Calais-Picardie | Classement du meilleur coureur d'équipe du Nord-Pas-de-Calais-Picardie | Classement du meilleur coureur d'équipe du Nord-Pas-de-Calais-Picardie | Classement du meilleur coureur d'équipe du Nord-Pas-de-Calais-Picardie | Classement du meilleur coureur d'équipe du Nord-Pas-de-Calais-Picardie |
|                                                                        | Coureur                                                                | Pays                                                                   | Équipe                                                                 | Temps                                                                  |
| ---------------------------------------------------------------------- | ---------------------------------------------------------------------- | ---------------------------------------------------------------------- | ---------------------------------------------------------------------- | ---------------------------------------------------------------------- |
| 1er                                                                    | Maxime Vantomme                                                        | Belgique                                                               | Roubaix Métropole européenne de Lille                                  | en 4 h 22 min 18 s                                                     |
| 2e                                                                     | Jérémy Lecroq                                                          | France                                                                 | CC Nogent-sur-Oise                                                     | + 38 s                                                                 |
| 3e                                                                     | Rudy Barbier                                                           | France                                                                 | Roubaix Métropole européenne de Lille                                  | + 1 min 13 s                                                           |
| modifier                                                               |                                                                        |                                                                        |                                                                        |                                                                        |

| \| Classement par équipes[1] \| Classement par équipes[1] \| Classement par équipes[1] \| Classement par équipes[1] \| \| \| Équipe \| Pays \| Temps \| \| ------------------------- \| --------------------------- \| ------------------------- \| ------------------------- \| \| 1re \| Topsport Vlaanderen-Baloise \| Belgique \| en 13 h 9 min 14 s \| \| 2e \| VC Rouen 76 \| France \| + 50 s \| \| 3e \| Joker \| Norvège \| + 50 s \| \| modifier \| \| \| \| |                             |          |                    |
| Classement par équipes |                             |          |                    |
| | Équipe                      | Pays     | Temps              |
| 1re | Topsport Vlaanderen-Baloise | Belgique | en 13 h 9 min 14 s |
| 2e | VC Rouen 76                 | France   | + 50 s             |
| 3e | Joker                       | Norvège  | + 50 s             |
| modifier |                             |          |                    |

### UCI Europe Tour
Ce Grand Prix de Lillers-Souvenir Bruno Comini attribue des points pour l'UCI Europe Tour 2016, par équipes seulement aux coureurs des équipes continentales professionnelles et continentales, individuellement à tous les coureurs sauf ceux faisant partie d'une équipe ayant un label WorldTeam.
| Position           | 1er | 2e | 3e | 4e | 5e | 6e | 7e | 8e à 10e |
| Classement général | 40  | 30 | 25 | 20 | 15 | 10 | 5  | 3        |

## Liste des participants
- Liste de départ complète

| Légende | Légende                                                                                   | Légende | Légende                                                    |
| ------- | ----------------------------------------------------------------------------------------- | ------- | ---------------------------------------------------------- |
| Num     | Dossard de départ porté par le coureur sur ce Grand Prix de Lillers-Souvenir Bruno Comini | Pos     | Position à l'arrivée de la course                          |
|         | Indique un maillot de champion national ou mondial, suivi de sa spécialité                | NP      | Indique un coureur qui n'a pas pris le départ de la course |
| AB      | Indique un coureur qui n'a pas terminé la course                                          | HD      | Indique un coureur qui a terminé la course hors des délais |

| CC Nogent-sur-Oise -              | CC Nogent-sur-Oise -       | CC Nogent-sur-Oise - |
| --------------------------------- | -------------------------- | -------------------- |
| Num                               | Coureur                    | Pos                  |
| 1                                 | Romain Bacon (FRA)         | 46e                  |
| 2                                 | Benoît Daeninck (FRA)      | 59e                  |
| 3                                 | Corentin Ermenault (FRA)   | AB                   |
| 4                                 | Dany Maffeïs (FRA)         | 23e                  |
| 5                                 | Nicolas Garbet (FRA)       | 32e                  |
| 6                                 | Vincent Ginelli (FRA)      | 87e                  |
| 7                                 | Jérémy Lecroq (FRA)        | 8e                   |
| 8                                 | Julien Van Haverbeke (FRA) | 25e                  |
| Directeur sportif : Nicolas Louis |                            |                      |

| Color Code-Arden'Beef CCA                    | Color Code-Arden'Beef CCA | Color Code-Arden'Beef CCA |
| -------------------------------------------- | ------------------------- | ------------------------- |
| Num                                          | Coureur                   | Pos                       |
| 11                                           |                           |                           |
| 12                                           | Hugo De Winter (BEL)      | AB                        |
| 13                                           | Antoine Loy (BEL)         | 49e                       |
| 14                                           | Julien Mortier (BEL)      | 28e                       |
| 15                                           | Martin Palm (BEL)         | 69e                       |
| 16                                           | Ludovic Robeet (BEL)      | 96e                       |
| 17                                           | Franklin Six (BEL)        | 82e                       |
| 18                                           | Marvin Tasset (BEL)       | AB                        |
| Directeur sportif : Jean-Denis Vandenbroucke |                           |                           |

| -                     | -       | -   |
| --------------------- | ------- | --- |
| Num                   | Coureur | Pos |
| 21                    |         |     |
| 22                    |         |     |
| 23                    |         |     |
| 24                    |         |     |
| 25                    |         |     |
| 26                    |         |     |
| 27                    |         |     |
| 28                    |         |     |
| Directeur sportif : - |         |     |

| EC Raismes Petite-Forêt -        | EC Raismes Petite-Forêt - | EC Raismes Petite-Forêt - |
| -------------------------------- | ------------------------- | ------------------------- |
| Num                              | Coureur                   | Pos                       |
| 31                               | Quentin Bernard (FRA)     | AB                        |
| 32                               | Alexis Caresmel (FRA)     | 29e                       |
| 33                               | Florian Deriaux (FRA)     | 88e                       |
| 34                               | Vincent Fourrier (FRA)    | 99e                       |
| 35                               | Kévin Lalouette (FRA)     | 85e                       |
| 36                               | Christophe Masson (FRA)   | 31e                       |
| 37                               | Nicolas Pelleriaux (FRA)  | 102e                      |
| 38                               | Pierre Tielemans (FRA)    | AB                        |
| Directeur sportif : Arnaud Molmy |                           |                           |

| Coop-Øster Hus COH                    | Coop-Øster Hus COH        | Coop-Øster Hus COH |
| ------------------------------------- | ------------------------- | ------------------ |
| Num                                   | Coureur                   | Pos                |
| 41                                    | Ole André Austevoll (NOR) | 37e                |
| 42                                    | Håvard Blikra (NOR)       | 7e                 |
| 43                                    | Magnus Børresen (NOR)     | AB                 |
| 44                                    | Krister Hagen (NOR)       | 94e                |
| 45                                    | August Jensen (NOR)       | 58e                |
| 46                                    | Oscar Landa (NOR)         | 35e                |
| 47                                    |                           |                    |
| 48                                    | Andreas Sandnes (NOR)     | 71e                |
| Directeur sportif : Gilbert De Weerdt |                           |                    |

| Équipe nationale d'Allemagne GER | Équipe nationale d'Allemagne GER | Équipe nationale d'Allemagne GER |
| -------------------------------- | -------------------------------- | -------------------------------- |
| Num                              | Coureur                          | Pos                              |
| 51                               | Pascal Ackermann (GER)           | AB                               |
| 52                               | Patrick Haller (GER)             | 81e                              |
| 53                               | Michel Koch (GER)                | 97e                              |
| 54                               | Marco Mathis (GER)               | AB                               |
| 55                               | Jan Tschernoster (GER)           | 43e                              |
| 56                               | Lucas Liss (GER)                 | AB                               |
| 57                               |                                  |                                  |
| 58                               |                                  |                                  |
| Directeur sportif : Ralf Grabsch |                                  |                                  |

| Ringeriks-Kraft KRA                | Ringeriks-Kraft KRA    | Ringeriks-Kraft KRA |
| ---------------------------------- | ---------------------- | ------------------- |
| Num                                | Coureur                | Pos                 |
| 61                                 | Jonas Abrahamsen (NOR) | AB                  |
| 62                                 | Alexander Fåglum (SWE) | AB                  |
| 63                                 | Marius Hafsås (NOR)    | AB                  |
| 64                                 | Christer Jensen (NOR)  | AB                  |
| 65                                 |                        |                     |
| 66                                 | Max Emil Kørner (NOR)  | 91e                 |
| 67                                 | Torstein Træen (NOR)   | 95e                 |
| 68                                 | Syver Wærsted (NOR)    | AB                  |
| Directeur sportif : Leonard Snoeks |                        |                     |

| Wiggins WGN                    | Wiggins WGN            | Wiggins WGN |
| ------------------------------ | ---------------------- | ----------- |
| Num                            | Coureur                | Pos         |
| 71                             | Mark Christian (GBR)   | 18e         |
| 72                             | Scott Davies (GBR)     | 6e          |
| 73                             | Samuel Harrison (GBR)  | AB          |
| 74                             | Liam Holohan (GBR)     | 51e         |
| 75                             | Jake Kelly (GBR)       | 57e         |
| 76                             | Samuel Lowe (GBR)      | 54e         |
| 77                             | Daniel Patten (GBR)    | AB          |
| 78                             | Michael Thompson (GBR) | 83e         |
| Directeur sportif : Simon Cope |                        |             |

| ESEG Douai-Origine Cycles -        | ESEG Douai-Origine Cycles - | ESEG Douai-Origine Cycles - |
| ---------------------------------- | --------------------------- | --------------------------- |
| Num                                | Coureur                     | Pos                         |
| 81                                 | Valentin Gouel (FRA)        | 93e                         |
| 82                                 | Sébastien Harbonnier (FRA)  | AB                          |
| 83                                 | Thomas Joly (FRA)           | AB                          |
| 84                                 | Anthony Kuentz (FRA)        | AB                          |
| 85                                 |                             |                             |
| 86                                 | Yoann Moreau (FRA)          | AB                          |
| 87                                 | Florian Van Eslander (FRA)  | AB                          |
| 88                                 | Wesley Van Dyck (BEL)       | 100e                        |
| Directeur sportif : Laurent Pillon |                             |                             |

| Euskadi Basque Country-Murias EUS | Euskadi Basque Country-Murias EUS | Euskadi Basque Country-Murias EUS |
| --------------------------------- | --------------------------------- | --------------------------------- |
| Num                               | Coureur                           | Pos                               |
| 91                                | Pello Olaberria (ESP)             | AB                                |
| 92                                | Adrián González (ESP)             | AB                                |
| 93                                | Mikel Iturria (ESP)               | 17e                               |
| 94                                | Garikoitz Bravo (ESP)             | 47e                               |
| 95                                | Alex Aranburu (ESP)               | 48e                               |
| 96                                | Jon Ander Insausti (ESP)          | 62e                               |
| 97                                | Eneko Lizarralde (ESP)            | 60e                               |
| 98                                | Gotzon Udondo (ESP)               | AB                                |
| Directeur sportif : Rubén Pérez   |                                   |                                   |

| Roubaix Métropole européenne de Lille RML | Roubaix Métropole européenne de Lille RML | Roubaix Métropole européenne de Lille RML |
| ----------------------------------------- | ----------------------------------------- | ----------------------------------------- |
| Num                                       | Coureur                                   | Pos                                       |
| 101                                       | Rudy Barbier (FRA)                        | 22e                                       |
| 102                                       | Dieter Bouvry (BEL)                       | 78e                                       |
| 103                                       | Jérémy Leveau (FRA)                       | 67e                                       |
| 104                                       | Daan Myngheer (BEL)                       | AB                                        |
| 105                                       | Florent Pereira (FRA)                     | AB                                        |
| 106                                       | Félix Pouilly (FRA)                       | 44e                                       |
| 107                                       | Maxime Vantomme (BEL)                     | 5e                                        |
| 108                                       | Louis Verhelst (BEL)                      | AB                                        |
| Directeur sportif : Frédéric Delcambre    |                                           |                                           |

| -                     | -       | -   |
| --------------------- | ------- | --- |
| Num                   | Coureur | Pos |
| 111                   |         |     |
| 112                   |         |     |
| 113                   |         |     |
| 114                   |         |     |
| 115                   |         |     |
| 116                   |         |     |
| 117                   |         |     |
| 118                   |         |     |
| Directeur sportif : - |         |     |

| Joker TJO                              | Joker TJO                   | Joker TJO |
| -------------------------------------- | --------------------------- | --------- |
| Num                                    | Coureur                     | Pos       |
| 121                                    | Reidar Borgersen (NOR)      | 4e        |
| 122                                    | Kristoffer Halvorsen (NOR)  | 21e       |
| 123                                    | Amund Grøndahl Jansen (NOR) | 20e       |
| 124                                    | Philip Lindau (SWE)         | 68e       |
| 125                                    | Anders Skaarseth (NOR)      | 26e       |
| 126                                    | Ole Forfang (NOR)           | 16e       |
| 127                                    | Adrian Aas Stien (NOR)      | 12e       |
| 128                                    | Edvin Wilson (SWE)          | AB        |
| Directeur sportif : Gino Van Oudenhove |                             |           |

| Kuota-Lotto TKG                     | Kuota-Lotto TKG           | Kuota-Lotto TKG |
| ----------------------------------- | ------------------------- | --------------- |
| Num                                 | Coureur                   | Pos             |
| 131                                 | Andre Benoit (GER)        | AB              |
| 132                                 | Moritz Backofen (GER)     | 76e             |
| 133                                 | Christopher Hatz (GER)    | 74e             |
| 134                                 | Tobias Knaup (GER)        | 52e             |
| 135                                 | Joshua Huppertz (GER)     | AB              |
| 136                                 | Dario Rapps (GER)         | 80e             |
| 137                                 | Robert Retschke (GER)     | 61e             |
| 138                                 | Richard Weinzheimer (GER) | 30e             |
| Directeur sportif : Florian Monreal |                           |                 |

| Sparebanken Sør TSS             | Sparebanken Sør TSS      | Sparebanken Sør TSS |
| ------------------------------- | ------------------------ | ------------------- |
| Num                             | Coureur                  | Pos                 |
| 141                             | Kristian Aasvold (NOR)   | 42e                 |
| 142                             | Åge Ljøstad Nilsen (NOR) | 75e                 |
| 143                             | Andreas Erland (NOR)     | 77e                 |
| 144                             | Carl Fredrik Hagen (NOR) | 98e                 |
| 145                             | Fridtjof Røinås (NOR)    | 39e                 |
| 146                             | Petter Theodorsen (NOR)  | 15e                 |
| 147                             | Trond Trondsen (NOR)     | 34e                 |
| 148                             | Andreas Vangstad (NOR)   | AB                  |
| Directeur sportif : Stian Remme |                          |                     |

| T.Palm-Pôle Continental Wallon PCW     | T.Palm-Pôle Continental Wallon PCW | T.Palm-Pôle Continental Wallon PCW |
| -------------------------------------- | ---------------------------------- | ---------------------------------- |
| Num                                    | Coureur                            | Pos                                |
| 151                                    | Dylan Bodchon (BEL)                | AB                                 |
| 152                                    | Claudio Catania (ITA)              | AB                                 |
| 153                                    | Antoine Didier (BEL)               | AB                                 |
| 154                                    | Guillaume Haag (BEL)               | AB                                 |
| 155                                    | Bavo Haemels (BEL)                 | AB                                 |
| 156                                    | Thomas Petit (BEL)                 | AB                                 |
| 157                                    | Auxence Buntinx (BEL)              | 101e                               |
| 158                                    | Maxime Vekeman (BEL)               | AB                                 |
| Directeur sportif : Pascal Pieterarens |                                    |                                    |

| Topsport Vlaanderen-Baloise TSV    | Topsport Vlaanderen-Baloise TSV | Topsport Vlaanderen-Baloise TSV |
| ---------------------------------- | ------------------------------- | ------------------------------- |
| Num                                | Coureur                         | Pos                             |
| 161                                | Eliot Lietaer (BEL)             | 65e                             |
| 162                                | Stijn Steels (BEL)              | 1er                             |
| 163                                | Tim Declercq (BEL)              | 3e                              |
| 164                                | Sander Helven (BEL)             | 13e                             |
| 165                                | Dries Van Gestel (BEL)          | 72e                             |
| 166                                | Jef Van Meirhaeghe (BEL)        | AB                              |
| 167                                | Kenneth Van Rooy (BEL)          | 86e                             |
| 168                                | Otto Vergaerde (BEL)            | 19e                             |
| Directeur sportif : Hans De Clercq |                                 |                                 |

| VC Rouen 76 -                         | VC Rouen 76 -           | VC Rouen 76 - |
| ------------------------------------- | ----------------------- | ------------- |
| Num                                   | Coureur                 | Pos           |
| 171                                   | Hugo Bouguet (FRA)      | AB            |
| 172                                   |                         |               |
| 173                                   | Adrien Carpentier (FRA) | 11e           |
| 174                                   | Dylan Kowalski (FRA)    | 50e           |
| 175                                   | Anthony Morel (FRA)     | 27e           |
| 176                                   | Oskar Nisu (EST)        | 90e           |
| 177                                   | Christopher Piry (FRA)  | 2e            |
| 178                                   | Risto Raid (EST)        | 10e           |
| Directeur sportif : Jean-Philippe Yon |                         |               |

| Veranclassic-Ago VER                | Veranclassic-Ago VER       | Veranclassic-Ago VER |
| ----------------------------------- | -------------------------- | -------------------- |
| Num                                 | Coureur                    | Pos                  |
| 181                                 | Yannick Mayer (GER)        | 36e                  |
| 182                                 | Sam Lennertz (BEL)         | 89e                  |
| 183                                 | Justin Jules (FRA)         | 24e                  |
| 184                                 | Matthias Legley (BEL)      | 45e                  |
| 185                                 | Antoine Leleu (BEL)        | 56e                  |
| 186                                 | Arnaud Voss (BEL)          | AB                   |
| 187                                 | Dimitri Peyskens (BEL)     | 92e                  |
| 188                                 | Massimo Vanderaerden (BEL) | 64e                  |
| Directeur sportif : Willy Teirlinck |                            |                      |

| Leopard LPC                           | Leopard LPC              | Leopard LPC |
| ------------------------------------- | ------------------------ | ----------- |
| Num                                   | Coureur                  | Pos         |
| 191                                   | Jan Brockhoff (GER)      | AB          |
| 192                                   | Alexander Krieger (GER)  | 14e         |
| 193                                   | Aksel Nõmmela (EST)      | 55e         |
| 194                                   | Patrick Olesen (DEN)     | 53e         |
| 195                                   | Pit Schlechter (LUX)     | 66e         |
| 196                                   | Fábio Silvestre (POR)    | 63e         |
| 197                                   | Laurent Vanden Bak (BEL) | AB          |
| 198                                   | Tom Wirtgen (LUX)        | AB          |
| Directeur sportif : Florian Salzinger |                          |             |

| Lotto-Soudal U23 -                        | Lotto-Soudal U23 -     | Lotto-Soudal U23 - |
| ----------------------------------------- | ---------------------- | ------------------ |
| Num                                       | Coureur                | Pos                |
| 201                                       | Alex Braybrooke (GBR)  | 38e                |
| 202                                       | Kevin Deltombe (BEL)   | 9e                 |
| 203                                       | Stan Dewulf (BEL)      | 70e                |
| 204                                       | Steff Hermans (BEL)    | 84e                |
| 205                                       | Bjorg Lambrecht (BEL)  | 33e                |
| 206                                       | Harm Vanhoucke (BEL)   | 73e                |
| 207                                       | Thomas Vereecken (BEL) | 41e                |
| 208                                       |                        |                    |
| Directeur sportif : Wesley Van Speybroeck |                        |                    |

| Soigneur-Copenhagen TSO                       | Soigneur-Copenhagen TSO   | Soigneur-Copenhagen TSO |
| --------------------------------------------- | ------------------------- | ----------------------- |
| Num                                           | Coureur                   | Pos                     |
| 211                                           | Rasmus Bøgh Wallin (DEN)  | 40e                     |
| 212                                           | Søren Siggaard (DEN)      | AB                      |
| 213                                           | Jonas Nordkroggaard (DEN) | AB                      |
| 214                                           | Mathias Skov-Jensen (DEN) | AB                      |
| 215                                           | Rasmus Ginnerup (DEN)     | AB                      |
| 216                                           | Mathias Lindberg (DEN)    | AB                      |
| 217                                           | Elias Busk (DEN)          | 79e                     |
| 218                                           |                           |                         |
| Directeur sportif : Christian Brandt Pedersen |                           |                         |